# William Morice (3e baronnet)
William Morice, 3e baronnet (vers 1707 - 24 janvier 1750) de Werrington Park (à l'époque dans le Devon mais maintenant en Cornouailles), est un homme politique conservateur anglais qui siège à la Chambre des communes de 1727 à 1750. 

## Biographie

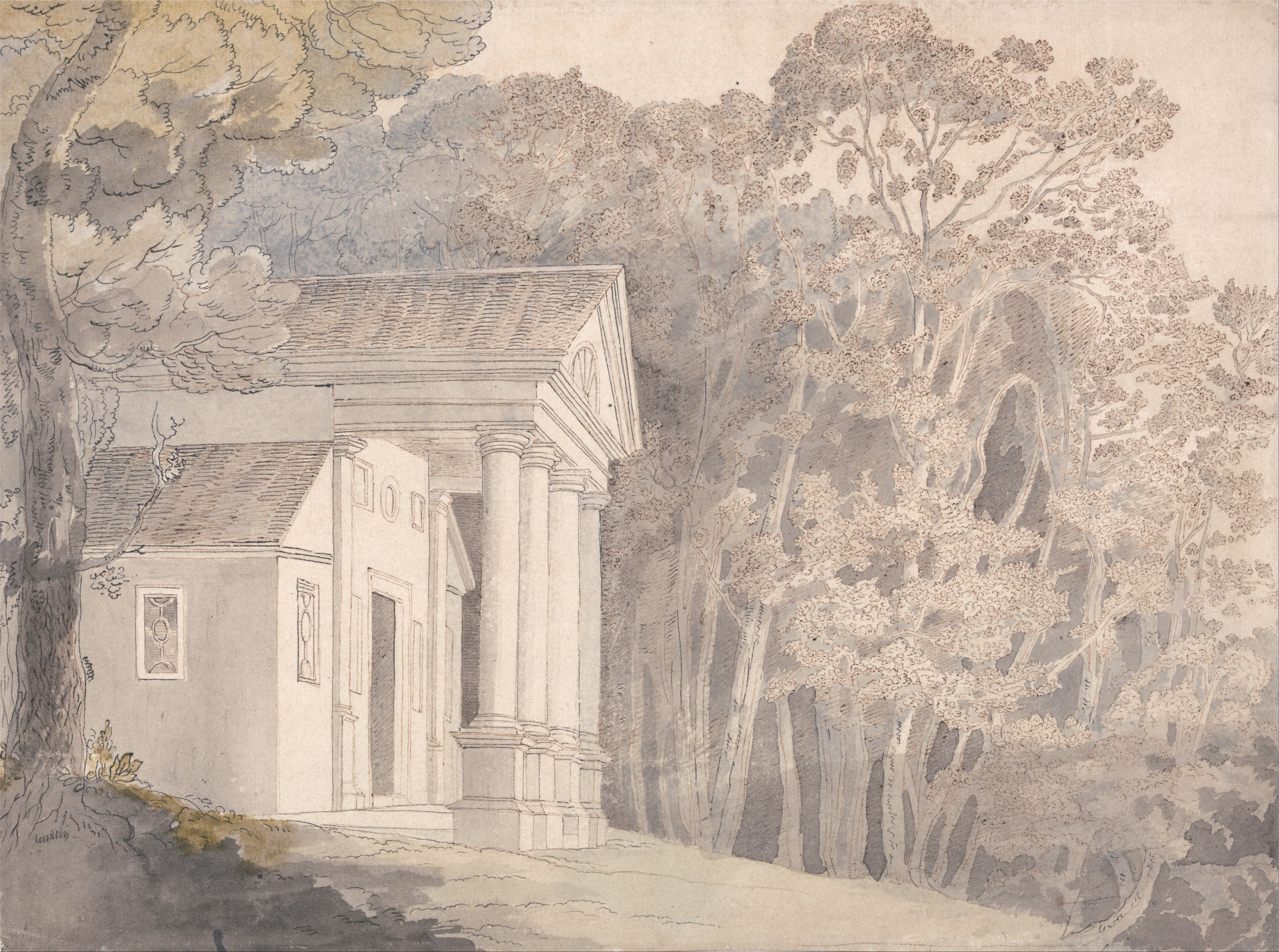
Werrington Park, Cornouailles

Il est le fils unique de Nicholas Morice (2e baronnet) et de son épouse, Lady Catherine Herbert, fille de Thomas Herbert (8e comte de Pembroke). Il fait ses études à la Salisbury School et s'inscrit au Corpus Christi College d'Oxford le 24 août 1724, à l'âge de 17 ans. En 1726, il succède à son père comme baronnet et hérite du domaine de Werrington.  
Il est élu sans opposition en tant que député de Newport aux élections générales britanniques de 1727. Il est enregistreur de Launceston et aux Élections générales britanniques de 1734 il est réélu au poste de député de Launceston. Il contribue au fonds électoral levé par les conservateurs de Cornouailles en 1741 et est réélu sans opposition pour Launceston aux élections générales britanniques de 1741. Il vote régulièrement avec l'opposition, à l'exception du vote sur la pétition électorale de Bossiney en décembre de la même année, lorsqu'il vote avec le gouvernement. En tant que mari trompé, il est convaincu dans cette affaire par Lord Abergavenny, dont l'épouse a été séduite par l'un des candidats de l'opposition, Richard Liddell. En 1744, Morice entre en conflit avec le duc de Bedford à propos de droits de chasse près de Werrington. Il est de nouveau réélu sans opposition aux élections générales britanniques de 1747. Bedford achète une propriété à Newport et, en 1748, commence sans succès à attaquer Morice dans ses arrondissements. 
Il épouse Lucy Wharton, fille de Thomas Wharton (1er marquis de Wharton), en 1731. Ils divorcent en 1738 et il se marie ensuite, en 1741, avec Anna Bury, fille de Thomas Bury de Berrynarbor, dans le Devon. Il meurt sans descendance le 17 janvier 1750 et le titre de baronnet disparait. Werrington est vendu en 1775 à Hugh Percy (1er duc de Northumberland). 